# Patrice Garande
Patrice Garande (Oullins, 27 novembre 1960) è un allenatore di calcio ed ex calciatore francese, di ruolo attaccante.

## Carriera

### Giocatore
Garande cresce calcisticamente nel Saint-Étienne, con cui colleziona solamente 3 presenze nelle prime due stagioni da professionista. Nel 1980, dopo una stagione in Super League svizzera con la maglia del Chênois, torna nuovamente in patria accasandosi dapprima all'Orléans, per poi trasferirsi all'Auxerre, mettendo a segno 58 reti nell'arco delle cinque stagioni di militanza tra le file del club biancoverde, che risulterà poi essere il migliore periodo prolifico della sua carriera.
Tra il 1986 e il 1993, Garande ha vestito inoltre varie maglie di alcuni club blasonati della Ligue 1 dell'epoca tra cui Nantes, Montpellier, Le Havre e Sochaux, accumulando un bottino di 314 partite e 97 gol. Si è ritirato all'età di 34 anni, dopo un periodo trascorso in categoria minore con i dilettanti dell'Orléans per i quali aveva già giocato in Ligue 2 nella stagione 1980-1981.

### Allenatore
Nel 1995, Garande è entrato a far parte dello staff del Caen come assistente di Pierre Mankowski. Nel gennaio 1999 ottiene dapprima l'incarico di collaboratore tecnico del Cherbourg per poi assumere l'incarico di allenatore nella stagione successiva portando il club alla promozione al Championnat National.
Nel giugno 2012, in seguito alla retrocessione del Caen in Ligue 2, Garande viene ingaggiato come nuovo tecnico al posto dell'esonerato Franck Dumas. Dopo un terzo posto nella stagione 2013-2014 e la promozione in Ligue 1 nella stagione successiva, nell'annata seguente la squadra è riuscita ad evitare la retrocessione dopo una spettacolare rimonta, che successivamente ha garantito al tecnico il rinnovo automatico del contratto per un'ulteriore stagione.
Dopo aver nuovamente guidato la squadra alla salvezza anche nella stagione 2017-2018, dopo 6 anni di permanenza annuncia la separazione dal club. Il 22 giugno 2020 è stato nominato nuovo tecnico del Toulouse, club appena retrocesso in Ligue 2 dopo 17 anni di permanenza nella massima serie, con cui non riuscirà nell'impresa dell'immediato salto di categoria, perdendo la finale play-off contro il Nantes, motivo per cui il 4 giugno 2021 viene sollevato dall'incarico.

## Statistiche

### Statistiche da allenatore
Statistiche aggiornate al 22 dicembre 2020. In grassetto le competizioni vinte.
| Stagione         | Squadra          | Campionato       | Campionato | Campionato | Campionato | Campionato | Coppe nazionali | Coppe nazionali | Coppe nazionali | Coppe nazionali | Coppe nazionali | Coppe continentali | Coppe continentali | Coppe continentali | Coppe continentali | Coppe continentali | Altre coppe | Altre coppe | Altre coppe | Altre coppe | Altre coppe | Totale | Totale | Totale | Totale | % Vittorie | Piazzamento |
| Stagione         | Squadra          | Comp             | G          | V          | N          | P          | Comp            | G               | V               | N               | P               | Comp               | G                  | V                  | N                  | P                  | Comp        | G           | V           | N           | P           | G      | V      | N      | P      | % Vittorie | Piazzamento |
| ---------------- | ---------------- | ---------------- | ---------- | ---------- | ---------- | ---------- | --------------- | --------------- | --------------- | --------------- | --------------- | ------------------ | ------------------ | ------------------ | ------------------ | ------------------ | ----------- | ----------- | ----------- | ----------- | ----------- | ------ | ------ | ------ | ------ | ---------- | ----------- |
| 1999-2000        | Cherbourg        | CFA              | 34         | 11         | 7          | 16         | CF              | 1               | 0               | 1               | 0               | -                  | -                  | -                  | -                  | -                  | -           | -           | -           | -           | -           | 35     | 11     | 8      | 16     | 31,43      | 10º         |
| 2000-2001        | Cherbourg        | CFA              | 34         | 19         | 10         | 5          | CF              | 2               | 1               | 0               | 1               | -                  | -                  | -                  | -                  | -                  | -           | -           | -           | -           | -           | 36     | 20     | 10     | 6      | 55,56      | 2º          |
| 2001-2002        | Cherbourg        | CFA              | 34         | 20         | 9          | 5          | CF              | 1               | 0               | 0               | 1               | -                  | -                  | -                  | -                  | -                  | -           | -           | -           | -           | -           | 35     | 20     | 9      | 6      | 57,14      | 2º (prom.)  |
| 2002-2003        | Cherbourg        | CN               | 38         | 12         | 14         | 12         | CF              | ?               | ?               | ?               | ?               | -                  | -                  | -                  | -                  | -                  | -           | -           | -           | -           | -           | 38     | 12     | 14     | 12     | 31,58      | 12º         |
| 2003-2004        | Cherbourg        | CN               | 38         | 11         | 11         | 16         | CF              | ?               | ?               | ?               | ?               | -                  | -                  | -                  | -                  | -                  | -           | -           | -           | -           | -           | 38     | 11     | 11     | 16     | 28,95      | 13º         |
| Totale Cherbourg | Totale Cherbourg | Totale Cherbourg | 178        | 73         | 51         | 54         |                 | 4+              | 1+              | 1+              | 2+              |                    | -                  | -                  | -                  | -                  |             | -           | -           | -           | -           | 182    | 74     | 52     | 56     | 40,66      |             |
| 2012-2013        | Caen             | L2               | 38         | 17         | 12         | 9          | CF+CdL          | 3+3             | 2+2             | 0+0             | 1+1             | -                  | -                  | -                  | -                  | -                  | -           | -           | -           | -           | -           | 44     | 21     | 12     | 11     | 47,73      | 4º          |
| 2013-2014        | Caen             | L2               | 38         | 18         | 10         | 10         | CF+CdL          | 5+2             | 4+1             | 1+0             | 0+1             | -                  | -                  | -                  | -                  | -                  | -           | -           | -           | -           | -           | 45     | 23     | 11     | 11     | 51,11      | 3º (prom.)  |
| 2014-2015        | Caen             | L1               | 38         | 12         | 10         | 16         | CF+CdL          | 1+2             | 0+1             | 0+0             | 1+1             | -                  | -                  | -                  | -                  | -                  | -           | -           | -           | -           | -           | 41     | 13     | 10     | 18     | 31,71      | 13º         |
| 2015-2016        | Caen             | L1               | 38         | 16         | 6          | 16         | CF+CdL          | 1+1             | 0+0             | 1+0             | 0+1             | -                  | -                  | -                  | -                  | -                  | -           | -           | -           | -           | -           | 40     | 16     | 7      | 17     | 40,00      | 7º          |
| 2016-2017        | Caen             | L1               | 38         | 10         | 7          | 21         | CF+CdL          | 2+1             | 1+0             | 0+0             | 1+1             | -                  | -                  | -                  | -                  | -                  | -           | -           | -           | -           | -           | 41     | 11     | 7      | 23     | 26,83      | 17º         |
| 2017-2018        | Caen             | L1               | 38         | 10         | 8          | 20         | CF+CdL          | 5+2             | 2+1             | 2+0             | 1+1             | -                  | -                  | -                  | -                  | -                  | -           | -           | -           | -           | -           | 45     | 13     | 10     | 22     | 28,89      | 16º         |
| Totale Caen      | Totale Caen      | Totale Caen      | 228        | 83         | 53         | 92         |                 | 28              | 14              | 4               | 10              |                    | -                  | -                  | -                  | -                  |             | -           | -           | -           | -           | 256    | 97     | 57     | 102    | 37,89      |             |
| 2020-2021        | Tolosa           | L2               | 0          | 0          | 0          | 0          | CF              | 0               | 0               | 0               | 0               | -                  | -                  | -                  | -                  | -                  | -           | -           | -           | -           | -           | 0      | 0      | 0      | 0      | —          | in corso    |
| Totale carriera  | Totale carriera  | Totale carriera  | 406        | 156        | 104        | 146        |                 | 32+             | 15+             | 5+              | 12+             |                    | -                  | -                  | -                  | -                  |             | -           | -           | -           | -           | 438    | 171    | 109    | 158    | 39,04      |             |

## Palmarès

### Giocatore

#### Club
- Coppa delle Alpi: 1

Auxerre: 1985

#### Nazionale
- Oro olimpico: 1

1984

#### Individuale
- Capocannoniere della Ligue 1: 1

1983-1984 (21 gol)